# Delta-Air-Lines-Flug 1141
Auf dem Delta-Air-Lines Flug 1141 (Flugnummer auch DL 1141, Rufzeichen Delta 1141) verunglückte am 31. August 1988 eine Boeing 727-200 beim Start vom Dallas/Fort Worth International Airport. Bei dem Flugzeug der Delta Air Lines, welches auf dem Jackson Municipal Airport gestartet war, kam es zu einem Strömungsabriss beim Start zum Weiterflug zum Salt Lake City International Airport. Es stürzte hinter dem Startbahnende ab. Nach dem Absturz brach ein Feuer aus, in dem 14 Menschen ums Leben kamen und 76 verletzt wurden, davon 26 schwer.

## Flugzeug
Die Maschine war eine Boeing 727-200 Advanced mit dem Luftfahrzeugkennzeichen N473DA und der Seriennummer 20750. Es handelte sich um die 992. gefertigte Boeing 727. Das Flugzeug wurde auf dem Boeing-Fabrikgelände in Renton, Washington montiert und im November 1973 neu an Delta Air Lines ausgeliefert. Es handelte sich um ein dreistrahliges Schmalrumpfflugzeug, das von drei Pratt & Whitney JT8D-15-Triebwerken angetrieben wurde.

## Besatzung
Zur Besatzung der Maschine gehörten der 48-jährige Kapitän Larry Davis, der 37-jährige Erste Offizier Wilson Kirkland, der 31-jährige Flugingenieur Steven Judd und vier Flugbegleiterinnen.

## Unfallhergang
Flug 1141 startete planmäßig vom Jackson Municipal Airport in Jackson, Mississippi. Der erste Teil des Fluges verlief ohne besondere Vorkommnisse, die Maschine kam um 7:38 Uhr Ortszeit am Dallas/Fort Worth International Airport an. Für den Weiterflug nach Salt Lake City befanden sich 101 Passagiere an Bord.
Um 8:30 Uhr verließ die Maschine das Gate und reihte sich hinter anderen in eine Warteschlange ein. Während sich die Piloten amüsiert mit einer Flugbegleiterin darüber unterhielten, was auf dem Cockpit Voice Recorder zu hören sein würde, wenn die Maschine abstürzen sollte, erhielt die Besatzung die Startfreigabe. Die Piloten arbeiteten anschließend im Eiltempo die Checkliste durch und begannen den Start. Die Maschine begann kurz nach dem Abheben heftig zu taumeln, gewann kaum an Höhe, kollidierte mit der Befeuerung und stürzte zu Boden, wobei die Tragflächen abbrachen und ein Feuer ausbrach. Die Passagiere überlebten zunächst alle den Absturz. Beim Einsetzen des Brandes konnten sich von den 108 Insassen 94 aus der Maschine retten, die übrigen 14 kamen in dem Feuer ums Leben.

## Opfer
Die Cockpitbesatzung überlebte den Unfall. Zwei der vier Flugbegleiterinnen und 12 der 101 Passagiere kamen bei dem Brand, der nach dem Absturz der Maschine ausgebrochen war, ums Leben. Wie festgestellt werden konnte, waren bis auf eine Person alle Opfer an einer Rauchvergiftung gestorben. Das 14. Opfer war ein Mann, der nach seiner Flucht ins Freie wieder die Maschine betreten hatte, um seine Frau und weitere Opfer, die sich noch im Flugzeug befanden, zu retten. Der Mann erlitt schwere Brandwunden, an denen er 11 Tage nach dem Unfall starb.
Kapitän Davis wurde bei dem Aufprall zwischen seinem Sitz und der Instrumententafel eingeklemmt. Er musste durch die Rettungskräfte freigeschnitten werden und wurde 45 Minuten nach dem Unfall als letzter Überlebender aus der Maschine geborgen. Davis erlitt Verletzungen des Brustkorbs und der Wirbelsäule, die operiert werden mussten. Der Erste Offizier Kirkland erlitt Prellungen und eine Gehirnerschütterung.  Zwei Flugbegleiterinnen und 22 Passagiere wurden ebenfalls schwer verletzt. Flugingenieur Judd und 49 Passagiere erlitten leichte Verletzungen. Von den Passagieren blieben 18 unverletzt. Zahlreiche Passagiere berichteten, dass die Aufprallkräfte beim Absturz gering gewesen seien und hauptsächlich das Heck der Maschine betroffen hätten.

## Flugunfalluntersuchung
Die Flugunfalluntersuchung ergab, dass die Maschine beim Start nicht genügend Auftrieb erhalten hatte, da die Besatzung beim hastigen Durchgehen der Checkliste vergessen hatte, die Konfiguration der Auftriebshilfen zu überprüfen. Zwar wurden die Klappen aufgerufen, jedoch kamen die Ermittler zu dem Schluss, dass die Antworten des Kopiloten so zügig erfolgt waren, dass kaum ausreichend Zeit blieb, die drei relevanten Anzeigen tatsächlich abzulesen. Auch wurden vom Cockpit Voice Recorder keine entsprechenden Betätigungsgeräusche aufgezeichnet. Vorausgegangen war diesem Fehler ein vorschriftswidriges Verhalten der Besatzung vor dem Start, da insbesondere der Kopilot Privatgespräche mit einer Flugbegleiterin geführt hatte und der Kapitän nicht korrigierend eingegriffen hatte, was die Konzentration auf die Startvorbereitung störte. Wie auch schon beim Unfall von Northwest-Airlines-Flug 255, auf dem ein Jahr zuvor eine Douglas DC-9 verunglückt war, hatte auch beim Flug 1141 das Warnsignal, das die Besatzung auf ihren Fehler aufmerksam machen sollte, beim Startvorgang versagt.